# Lena Boije
Elsa Magdalena (Lena) Boije-Anker, född 26 mars 1944 i Stockholm, är en svensk textilformgivare och designer.
Hon är dotter till Walter Bauer och Lisa Bohlin och gift med Erik Anker.
Lena Boije har varit verksam som textilformgivare för Borås Wäfveri där hon skapat ett stort antal mönster för tyger med motiv från den svenska floran. Många av hennes tygmönster har senare överförts till tapeter och porslin. Vid sidan av sitt arbete som formgivare är hon även verksam som akvarellmålare. Bland hennes mer kända arbeten märks servisen Kaprifolium som hon ritade för Gustavsbergs porslinsfabrik.
Boije finns representerad vid Nationalmuseum i Stockholm.